# Trollenhagen, Bunker
Trollenhagen, Bunker este o arie protejată (arie specială de conservare — SAC, sit de importanță comunitară — SCI) din Germania întinsă pe o suprafață de 0,76 ha, integral pe uscat.

## Localizare
Centrul sitului Trollenhagen, Bunker este situat la coordonatele 53°35′33″N 13°18′05″E / 53.5925°N 13.3014°E.

## Înființare
Situl Trollenhagen, Bunker a fost declarat sit de importanță comunitară în aprilie 2004 pentru a proteja 2 specii de animale. Situl a fost protejat și ca arie specială de conservare în august 2016.

## Biodiversitate
Situată în ecoregiunea continentală, aria protejată nu include niciun habitat protejat.
La baza desemnării sitului se află mai multe specii protejate de  mamifere (2): liliac de iaz (Myotis dasycneme), liliac comun (Myotis myotis)